# Puliciphora sedecimsetarum
Puliciphora sedecimsetarum är en tvåvingeart som beskrevs av Schmitz 1958. Puliciphora sedecimsetarum ingår i släktet Puliciphora och familjen puckelflugor. Inga underarter finns listade i Catalogue of Life.